# Aek Raso (Sorkam Barat)
Aek Raso is een bestuurslaag in het regentschap Tapanuli Tengah van de provincie Noord-Sumatra, Indonesië. Aek Raso telt 1049 inwoners (volkstelling 2010).